# Brodowo
Brodowo är en by i det administrativa distriktet Gmina Środa Wielkopolska i Powiat średzki i Storpolens vojvodskap i Polen. Brodowo är beläget omkring 6 kilometer söder om Środa Wielkopolska och omkring 37 kilometer sydost om Poznań. Brodowo har 470 invånare. 